# Василівка (Полтавський район)
Васи́лівка (колишня Кебенівка, Кобекова, Кобеківка) — село в Україні, у Полтавському районі Полтавської області. Центр Василівської сільської ради, до якої входить також село Мале Ладижине. Населення становить 723 особи.

## Географія
Село Василівка розташоване на сході району, на березі річки Коломак, лівої притоки Ворскли. Вище за течією на відстані 2,5 км розташоване село Зеленківка, нижче за течією на відстані 1,5 км розташоване село Мале Ладижине, на протилежному березі — село Бурти. Річка в цьому місці звивиста, утворює лимани, стариці і заболочені озера. Поруч проходить автомобільна дорога М03. Висота над рівне моря 92 м. Відстань від Полтави — 34 км, від найближчого залізничного зупинного пункту 117-й кілометр Південної залізниці — 5 км.

## Історія
Село засноване у XVIII столітті поміщиком В. Кебекіним. 1859 року у Василівці було 114 дворів та 718 жителів. У селі діяла дерев'яна Георгіївська церква збудована у 1796–1806 роках та перебудована у 1893 році. У 1873 році до церкви була прибудована дзвіниця. На дзвіниці був дзвін вагою 22 пуди, подарований церкві 1813 року артилерійським капітаном Г. Пащенком.
Василівка була волосним центром Полтавського повіту і на 1900 рік мала 133 двори і 715 жителів. У селі відбувалося три ярмарки на рік. Була громада селян-власників, діяли дві земські школи.
1926 року Василівка була центром сільської ради Руновщанського району Полтавської округи і налічувала 687 жителів.
У 1927 році в селі була створена сільськогосподарська артіль «Незаможник», яка 1931 року була реорганізована в колгосп «Іскра».

## Населення

### Мова
Розподіл населення за рідною мовою за даними перепису 2001 року:
| Мова       | Кількість | Відсоток |
| ---------- | --------- | -------- |
| українська | 694       | 95.99%   |
| російська  | 29        | 4.01%    |
| Усього     | 723       | 100%     |

## Економіка
- «Василівське», ТОВ.

## Об'єкти соціальної сфери
- Школа.

## Відомі люди
- У Василівці народився український військовий діяч, генерал-хорунжий Армії УНР Янченко Володимир Ананійович (1882-?).
- Сергій Сергійович Шабельник (1999 р.н.).- громадський діяч Полтавської області, студентський мер м.Полтава (2017-2019 роки), директор студентського містечка Полтавського державного аграрного університету, керівник найбільшого в Україні місця компактного проживання внутрішньо-переміщених осіб.

## Галерея

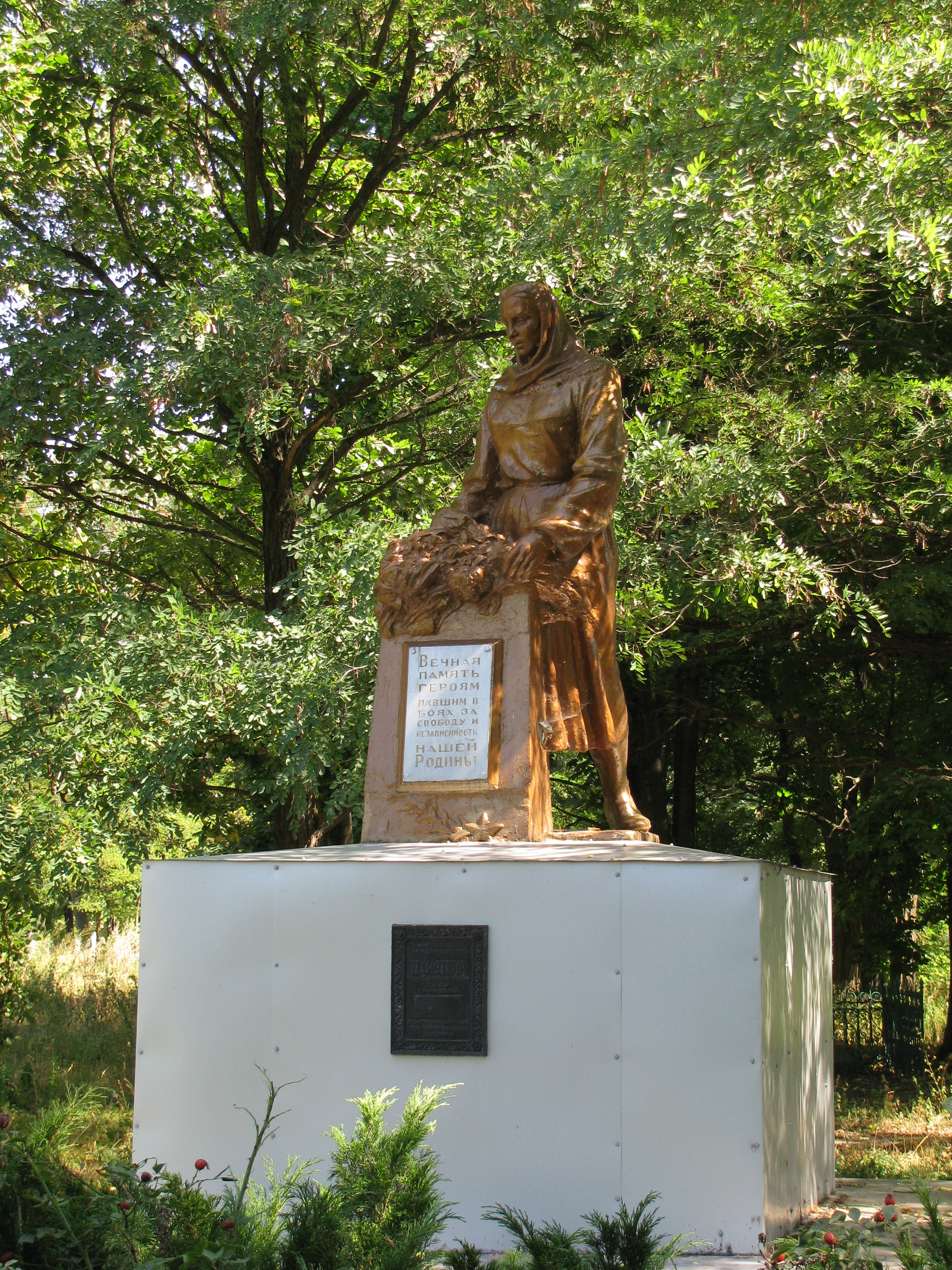
Пам'ятний знак полеглим воїнам-землякам
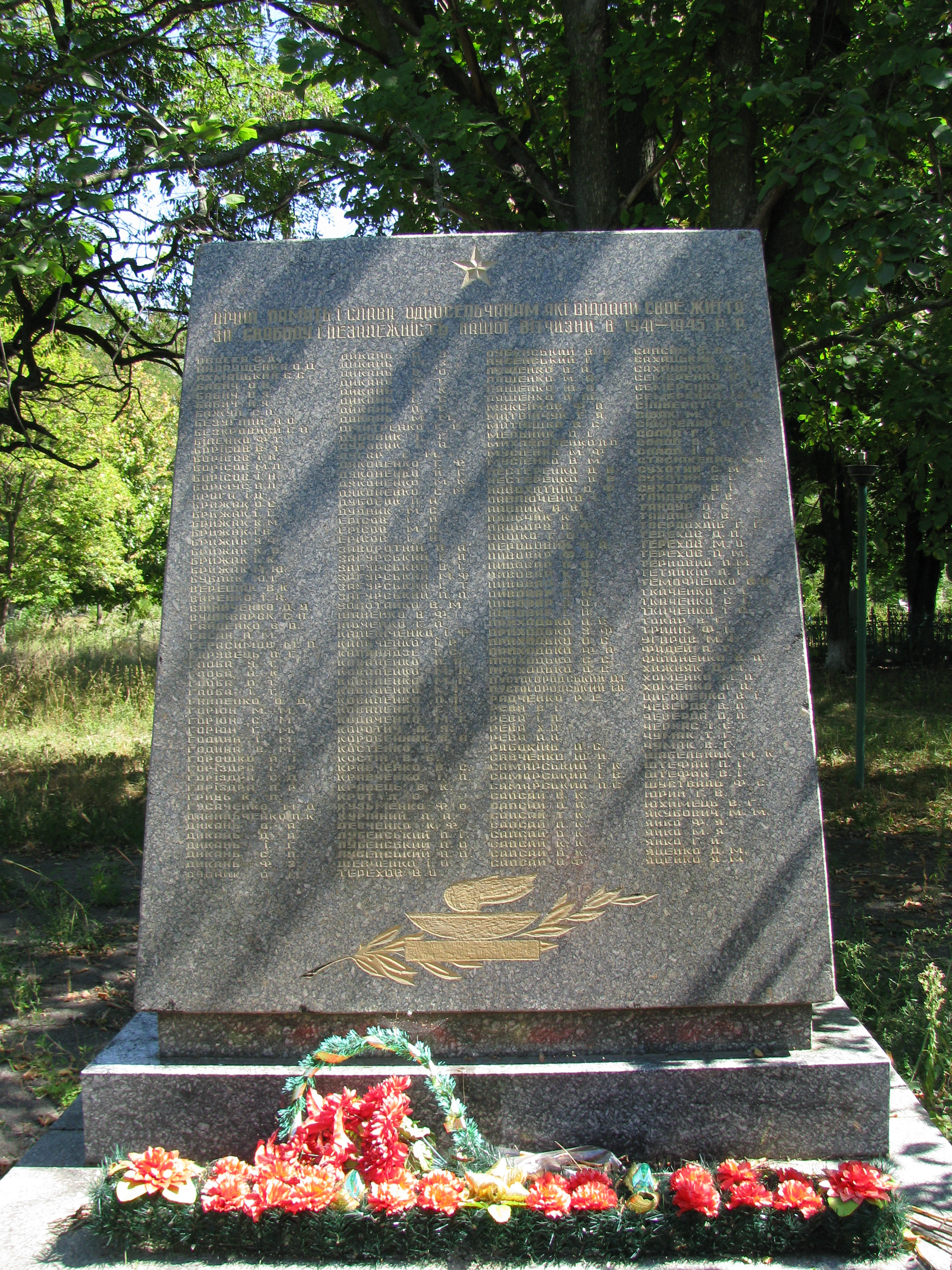
Братська могила радянських воїнів
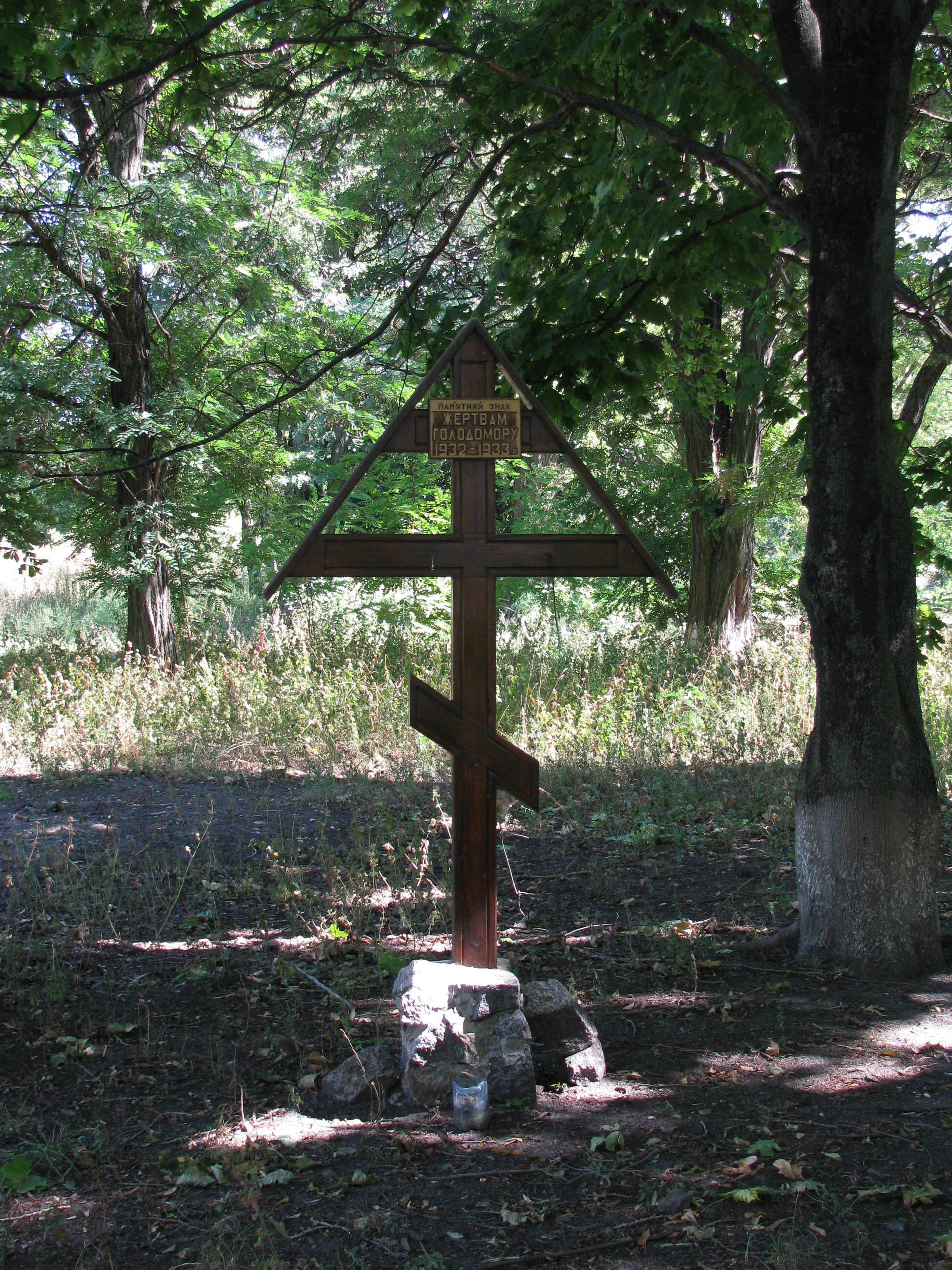
Пам'ятний знак жертвам голодомору

## Також
- Перелік населених пунктів, що постраждали від Голодомору 1932—1933 (Полтавська область)